# Veľký Polom
Veľký Polom je přírodní rezervace v katastrálním území obce Raková v okrese Čadca v Žilinském kraji na Slovensku. Území bylo vyhlášeno v roce 1993 a jeho rozloha je 47,58 hektaru. Předmětem ochrany jsou zachovalá lesní společenstva bukojedlových smrčin.